# 黄翠芬
黄翠芬（1921年3月6日—2011年8月9日），女，广东台山人，中国微生物、免疫及遗传工程专家，中国工程院院士。

## 生平
1944年毕业于广州岭南大学化学系。1949年毕业于美国康乃尔大学，获理学硕士学位。1996年当选为中国工程院院士。